# Champurrado

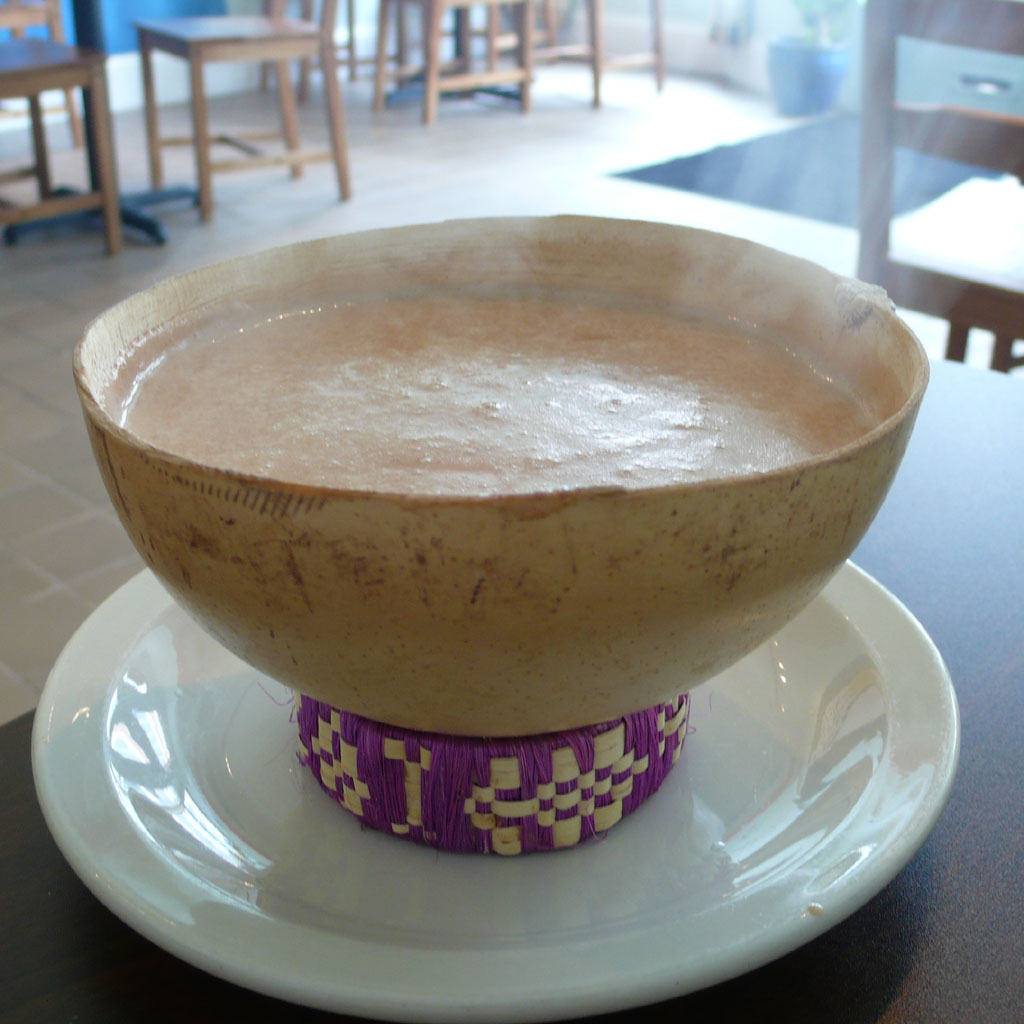
Champurrado.

El champurrado es una preparación mexicana típica del atole, elaborada a base de masa de maíz machacado, chocolate amargo y agua con canela, hervidos hasta espesar. Por lo general, se sirve acompañando otro plato típico de México, los tamales.

## Origen
Esta receta es un derivado del atole, bebida azteca de origen prehispánico, consumida en México y algunos países de Centroamérica y que se consume en diferentes sabores, que consiste en una mezcla de maíz y agua que se sirve caliente y que se utilizaba como bebida sagrada en algunos rituales y ceremonias.
Posteriormente, para aportarle un sabor más dulce, añadían algunas especias o condimentos. En este caso, para preparar el champurrado los aztecas solían agregar granos de cacao, ya que por aquel entonces no conocían el azúcar.[cita requerida]